# Удар по Киеву 31 июля 2025 года

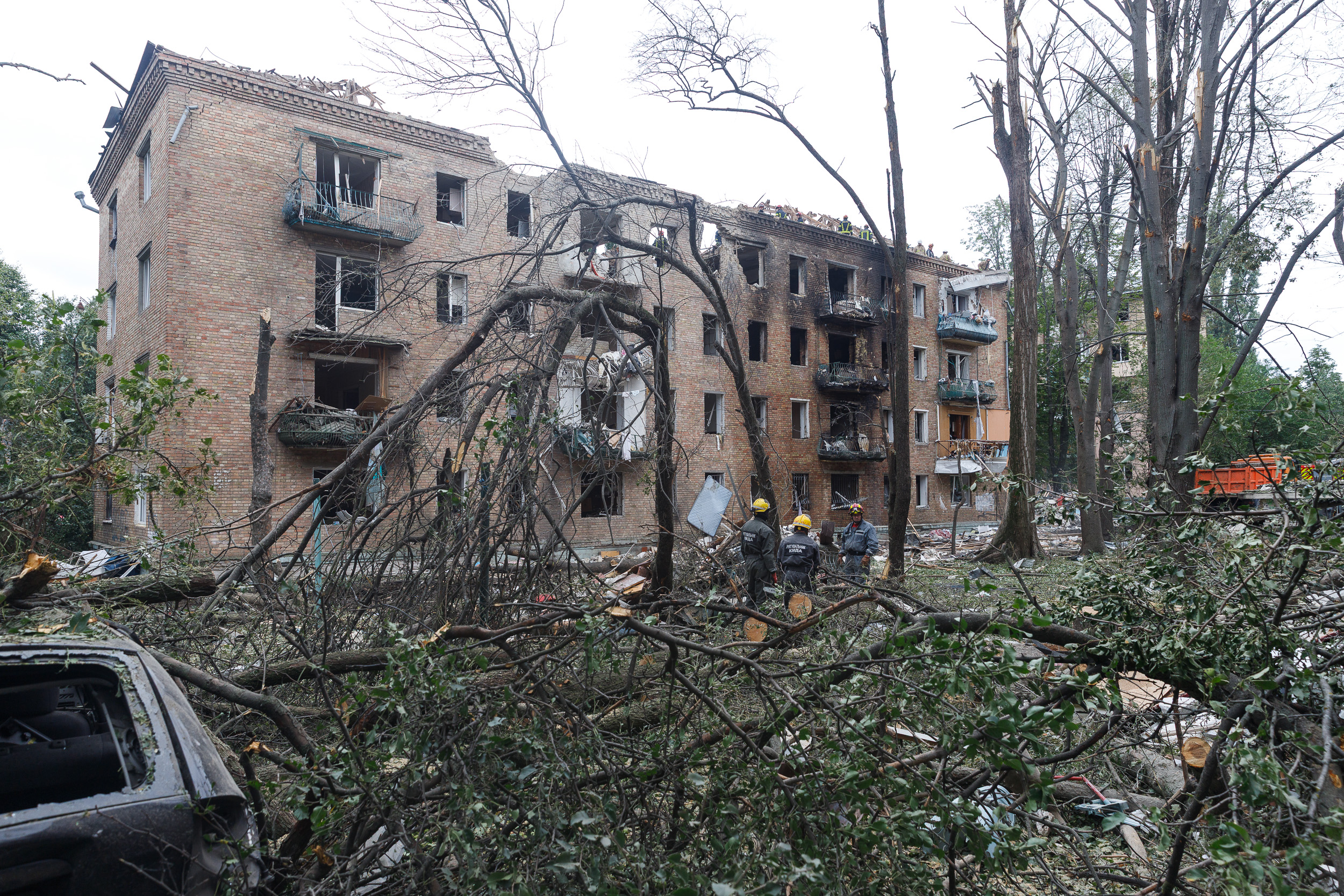
Повреждённый дом в Соломенском районе Киева

В ходе вторжения России в Украину в ночь с 30 на 31 июля 2025 года российские войска нанесли удар по Киеву беспилотниками и крылатыми ракетами. Попаданием ракеты был разрушен подъезд девятиэтажного дома, погибли 32 человека (в том числе пятеро детей) и ранены более 159 (в том числе 16 детей). Всего, по данным городских властей, повреждены около 100 зданий, среди которых жилые дома, университет, школы, детские сады и мечеть.
Сначала сообщалось о гибели 31 человека. 6 августа городские власти сообщили о смерти в больнице одного из раненых.
Это стало четвёртым за месяц случаем гибели людей в Киеве от российских обстрелов; до лета 2025 года российские удары по Киеву не достигали такой интенсивности.
По данным Воздушных сил Украины, всего той ночью российская армия запустила по Украине 309 беспилотников и 8 крылатых ракет. Под ударом был в основном Киев. Сначала на город летели беспилотники, а после 4:30 утра — ракеты. Сообщается о прямом попадании пяти ракет (в том числе крылатой ракеты «Искандер», разрушившей дом), а также о прямых попаданиях беспилотников в 12 местах и падении обломков ещё в 19. Ракета попала в дом на улице Кучера, 2-А, между пятым и шестым этажами.
В Киеве 1 августа объявлено днем траура по жертвам российской атаки.
Минобороны РФ заявило о «групповом ударе ракетами и дронами по военным предприятиям, инфраструктуре военного аэродрома и складу боеприпасов».